# 邹加怡
邹加怡（1963年6月—），女，江苏无锡人，中华人民共和国政治人物。
1984年2月加入中国共产党。先后毕业于国际关系学院和中国社会科学院研究生院，获经济学硕士学位。之后长期在财政部任职，担任驻世界银行中国执行董事、财政部对外财经交流办公室主任、国际经济关系司司长、部长助理等职务。2015年12月，改任中央纪委驻中央外办纪检组组长。2017年4月，担任监察部副部长。同年10月，当选中国共产党第十九届中央纪律检查委员会常务委员。2018年3月，任国家监察委员会委员，6月重返财政部任副部长。2021年8月，任全国政协机关党组副书记。同年9月，接任全国政协常务副秘书长（正部长级）。
2022年10月22日，当选为中国共产党第二十届中央委员会委员。
2025年3月31日，中方正式向亚洲基础设施投资银行提名邹加怡为亚投行下任行长候选人。6月24日，当选亚洲基础设施投资银行下任行长，自2026年1月起上任，任期5年。